# The Changing of the Guardian
"The Changing of the Guardian" é o décimo primeiro episódio da vigésima quarta temporada de The Simpsons. Sua emissão ocorrerá em 27 de janeiro de 2013 nos Estados Unidos.

## Enredo
Depois de sobreviver a um tornado, Marge e Homer procuram tutores para as crianças, no caso do pior acontecer. Eles primeiro recorrem a amigos e familiares, incluindo o meio-irmão de Homer, Herb Powell, com quem confiam em deixar os seus filhos. Mas quando Bart e Lisa se apaixona por um casal super-legal, Mav e Portia, Marge começa a questionar suas verdadeiras motivações.

## Recepção

### Audiência
Em sua exibição original, o episódio foi assistido por 5.23 milhões de espectadores.